# Rudy Kuhn
Rudy Kuhn (Suriname, 7 januari 1951) is een Nederlands therapeut van Surinaamse afkomst, die in de jaren tachtig actief was als acteur. Hij speelde van 1980 tot 1985 de rol van Rudy in het kinderprogramma Sesamstraat. Hij kwam tegelijk met Joyce Clements in het programma, waarin de twee activiteiten met kinderen ontplooiden; dit duurde slechts één seizoen. Clements vertrok na één seizoen weer, maar Rudy Kuhn bleef nog enkele seizoenen bij het programma. Hij was de bestuurder van de Citroën H Van, de bestelwagen van Sesamstraat en hij las de verhalen voor van Dikkie Dik, van illustrator Jet Boeke en schrijver Arthur van Norden.

## Trivia
- Kuhn werd  gepersifleerd door de cabaretgroep De Vliegende Panters, waarin Dikkie Dik allerlei dingen deed die het daglicht niet konden verdragen.